# Cotomi
cotomi（コトミ）は日本電気（NEC）が開発した人工知能であり、生成AIの大規模言語モデル（LLM）の一種である。NECが展開する企業向けのDXを推進する価値創造モデル「BluStellar」の中心として提供されている。

## 概要
2021年4月からNECはAIの研究と開発に特化したスーパーコンピュータの開発を開始し、約2年後の2023年7月にAIスーパーコンピュータとして稼働を開始している。
2023年7月に「cotomi v1」が発表された。発表前は「NEC Generative AI Service（NGS）」のひとつとして提供されていたが、「NECのLLM」という呼ばれ方が定着する前に、独自の名称を決めることにした。cotomi v1のLLMは高度な日本語処理能力を有しており、小説15冊分の30万字のプロンプトにも対応している。
2024年には学習データやアーキテクチャを刷新した「cotomi Pro」と「cotomi Light」が発表された。また、同年に独自に収集し加工した多言語データを利用して、高速かつ高性能な処理能力を実現することで、クラウド・専用ハードウェアの両方での運用可能にした点と日本語能力を有するLLMを他社に先駆けて提供開始し、既に多くの顧客企業との検証が進んでいる点が評価されMM総研大賞2024でマートソリューション部門日本語LLM分野において最優秀賞をNTTのLLM「tsuzumi」と共に受賞した。
その後、NECはNEC Innovation Day 2024で性能、電力効率、GPUの演算効率が向上した「cotomi v2」を発表。「Japanese MT-Benchmark」において、「Claude」や「GPT-4」「Qwen」などのグローバルでトップレベルの他社LLMに匹敵する精度を達成した。
2025年7月8日に「cotomi v3」として性能強化を発表。

### 名称
「ことばによって、未来を示し、「こと」が「みのる」」が名称の由来。cotomiに対して、名前の候補について聞き、その結果も名称決定に反映した。社内開発コードネームとして「SAKURA」という名称があった。